# Penny Edwards
Penny Edwards, née Millicent Maxine Edwards, le 24 août 1928 à New York et morte le 26 août 1998 à Friendswood, est une actrice américaine du cinéma et de la télévision.

## Biographie

### Jeunesse
Millicent Maxine Edwards nait à Jackson Heights, Queens, à New York. Après avoir déménagé en Floride, elle est diplômée de la Miami Edison High School.

### Carrière
À l'âge de douze ans, Penny Edwards danse dans Let's Face It, et à l'âge de quatorze ans, elle fait une apparition à Broadway comme danseuse dans Ziegfeld Follies. Elle joue également à Broadway dans Laffing Room Only en 1944 et The Duchess Misbehaves en 1946.
Elle fait ses débuts au cinéma dans Rose d'Irlande en 1947. Elle apparaît également notamment dans les films Trail of Robin Hood, Spoilers of the Plains, Heart of the Rockies, In Old Amarillo, North of the Great Divide, Sunset in the West, Street Bandits, Deux gars du Texas (Two Guys from Texas) et Missing Women.
À la fin des années 1940, Penny Edwards effectue une tournée de quatorze mois aux États-Unis, où elle se produit dans des spectacles de vaudeville. La réaction du public à l'apparition de Penny Edwards aux côtés de Roy Rogers dans Sunset in the West (1950) lui permet de décrocher un contrat à long terme avec Republic Pictures.
Dans les années 1950, Penny Edwards apparaît à la télévision dans des westerns et des émissions policières. Elle incarne le rôle de Nan Gable dans l'épisode de 1958, Two-Gun Nan, de la série télévisée d'anthologie syndiquée Les Aventuriers du Far West .
En 1954, Penny Edwards annonce qu'elle se retire de la scène « pour accomplir l'œuvre du Seigneur de la manière qu'Il voudra ». Avec son mari Ralph Winters, elle prévoit de rejoindre l'Église adventiste du septième jour. En 1956, cependant, elle apparaît dans le rôle de Molly Crowley dans la série télévisée de western Cheyenne, dans l'épisode intitulé Johnny Bravo qui a fait l'objet d'un long métrage intitulé The Travelers . Elle apparaît également dans le rôle de Sally Jo Beale face à George Montgomery dans le rôle-titre de la série La Grande Caravane (Wagon Train), saison 1, épisode 17, L'histoire de Jesse Cowan (The Jesse Cowan Story), diffusé en juillet 1957. Elle est guest star dans diverses séries télévisées américaines jusqu'en 1961.

### Vie personnelle et mort
Penny Edwards divorce de Ralph H. Winters et de Jerry Friedman. Elle a un fils et deux filles, dont l'actrice Deborah Winters. Penny Edwards meurt d'un cancer du poumon le 26 août 1998 à Friendswood, au Texas, à l'âge de 70 ans,.

## Filmographie partielle
- 1947 : Scandale en Floride (That Hagen Girl) de Peter Godfrey : Christine Delaney
- 1948 : Champion malgré lui (Feudin', Fussin' and A-Fightin') de George Sherman : Libby Mathews
- 1948 : Deux Gars du Texas (Two Guys from Texas) de David Butler : Maggie Reed
- 1949 : Tucson (en) de William F. Claxton : Laurie Sherman
- 1950 : Trail of Robin Hood de William Witney : Toby Aldridge
- 1950: North of the Great Divide : Ann Keith
- 1950: Sunset in the West : Dixie Osborne
- 1951: Heart of the Rockies : June Willard
- 1951: In Old Amarillo : Madge Adams
- 1951: Million Dollar Pursuit : Ronnie LaVerne
- 1951: Missing Women : Claudia Rankin
- 1951: Spoilers of the Plains : Frankie Manning
- 1951: Street Bandits : Mildred Anderson
- 1951: Utah Wagon Train : Nancy Bonner
- 1951: Tonnerre sur le Pacifique (The Wild Blue Yonder) : Connie Hudson
- 1952: Captive of Billy the Kid : Nancy McCreary
- 1952: La Dernière Flèche (Pony Soldier) : Emerald Neely
- 1952: Woman in the Dark : Anna Reichardt
- 1953: La Rivière de la poudre (Powder River) : Debbie Allen
- 1957: The Dalton Girls : Columbine Dalton
- 1957: The Restless Gun (saison 1, épisode 12 : Thicker Than Water) : Amy Neilson
- 1957: Ride a Violent Mile : Susan Crowley
- 1957: The Travellers (compilation de deux épisodes de Cheyenne)
- 1959: Alfred Hitchcock Presents (saison 5, épisode 8 : La Méthode Blessington (The Blessington Method) : une secrétaire
- 1960: Alfred Hitchcock Presents (saison 6, épisode 5 : L'autre train (The Five-Forty-Eight) : Madame Smith